# Svante Hedin

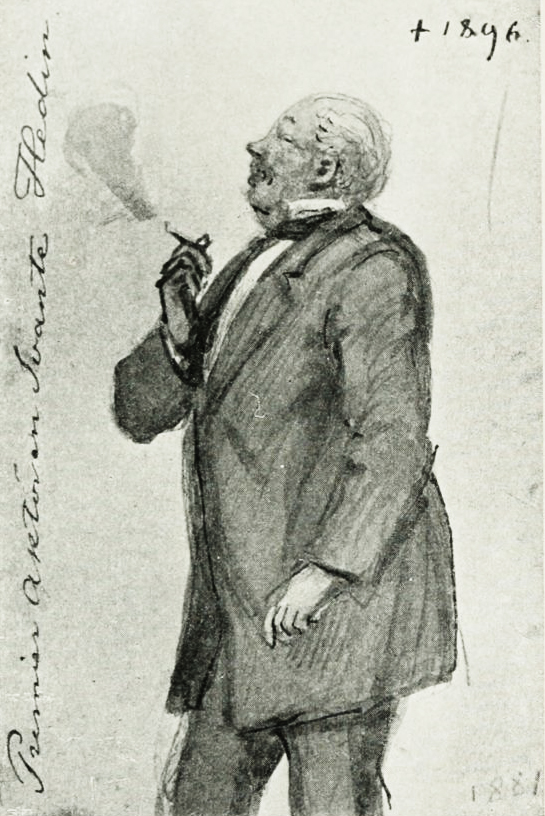
Svante Hedin. Målning av Fritz von Dardel 1881.

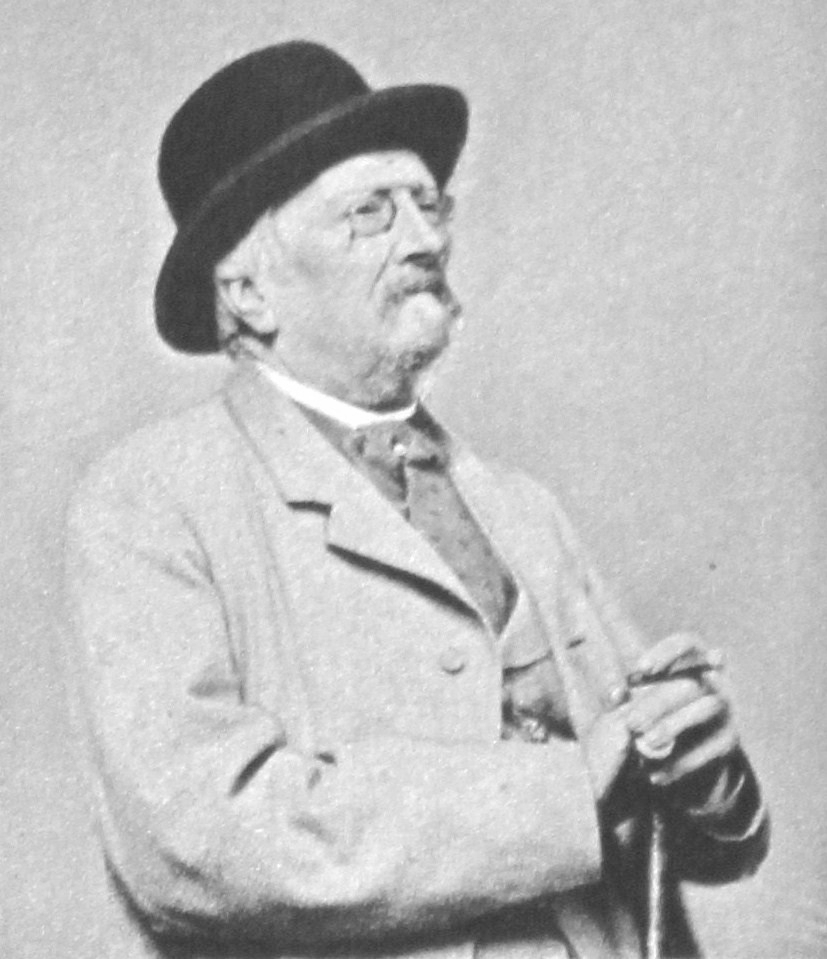
Svante Hedin på ålderns höst.

Sven Anders (Svante) Hedin, född den 7 november 1822 i Stockholm, död där den 28 juni 1896, var en svensk skådespelare, verksam vid Dramaten i över femtio år, mellan 1845 och 1892.

## Biografi

### Familj och utbildning
Hedin föddes i Stockholm den 7 november 1822. Han var son till kanslirådet Sven Anders Hedin och Clara Elisabet Westman, och härstammade både på fädernet och mödernet från ansedda Stockholmssläkter; fadern var son till arkiatern Sven Anders Hedin – namnet Sven Anders bars alltså av tre generationer – och modern var dotter till den under Gustav III bekante Abraham Westman, en av Stockholms mäktigaste borgare på den tiden, för sin rikedom benämnd "bryggarkungen" och dessutom en av Bellmans gynnare och vänner.
Efter att ha blivit student vid Uppsala universitet vid 18 års ålder ämnade han först gå i farfaderns fotspår och ägnade sig åt förstudier till läkarebanan, men började snart i stället att läsa på kameralexamen. Under tiden kom han emellertid att delta i studentspexen på Stockholms nation och bland "Juvenalerna" i Uppsala, och började då intressera sig för skådespeleriet.

### Teaterkarriär
Den 17 april 1845 debuterade Svante Hedin på Kungliga Teatern som Tybalt i Shakespeares Romeo och Julia. Hans andra debutroll blev Arvprinsen af Bayreuth i Gutzkows femaktslustspel Värja och stångpiska. De båda debuterna ledde till engagemang, och från den 1 juli 1845 var Svante Hedin anställd vid den kungliga scenen, vilken han sedan oavbrutet tillhörde tills han den 8 oktober 1892 hade sin avskedsrecett på Dramatiska Teatern, då han uppträdde som Bourganeuf i Alexandre Bissons Duvals skilsmässa. Bland de många roller han utförde under karriären märks särskilt Cerfeuil i En bengalisk tiger, Beauminet i Hyresgäst och husägare, Colombet i Den gifte mannen i staden och på landet, titelrollen i Piccolet, Edgard Thévenot i Så kallade hedersmän, De Champignac i Fjärilsfebern, Chamouflet i En kopp thé, Alfred Coq Heron i Lika mot lika, Champagnac i En teaterpjäs, Champrosé i Familjen Benoiton, Fougeron i Fruarna Montanbreche, Abraham Westman i Oscar Wijkanders skådespel En konung (där Hedin alltså spelade sin egen morfar), Placide i De båda döva, Chastenay i En autograf och Malcolm Gyllenkrans i Advokaten Knifving.
Hedin var även ryktbar för sina kvicka ordlekar.

### Utmärkelser och eftermäle
År 1879 utnämndes Hedin till riddare av Vasaorden och vid sin avskedsrecett blev han under en mellanakt av kung Oscar II dekorerad med medaljen Litteris et artibus.
Johannes Svanberg skriver i sin Kungl. teatrarne under ett halft sekel 1860-1910: 
| ” | Svante Hedin var helt visst en af de mest originella utöfvare af den sceniska konsten som vårt land ägt. Karaktärsskådespelare var han alls icke — tvärtom spelade han alltid på sin egen personlighet, hvad han än skulle framställa. För Svante Hedin var det en omöjlighet att vara något annat än — Svante Hedin. Men hans oefterhärmliga spelsätt, hans för honom så egna repliksägning och det glada, elektriserande humör, hvaraf hans framställningar alltid präglades, gjorde, att man ej ville ha honom annorlunda. En maskerad Svante Hedin hade varit något otänkbart, och helt säkert hade ej publiken känt sig hemmastadd därmed. Sådan han nu en gång var, förblef han en af publikens allra förnämsta gunstlingar under hela sin nära 50-åriga teaterbana, städse i oförminskad grad åtnjutande en stor popularitet, till hvilken nog mycket bidrog hans fina och belefvade umgängessätt utom scenen, hvilket i förening med hans kvickhet och slagfärdighet i repliken gjorde honom omtyckt och eftersökt i vida kretsar samt känd och omtalad af hela Stockholm. | „ |

## Teater

### Roller (ej komplett)
| År   | Roll                                          | Produktion                                                  | Regi | Teater                      |
| ---- | --------------------------------------------- | ----------------------------------------------------------- | ---- | --------------------------- |
| 1863 | Edgard Thévenot, målare                       | Så kallade Hedersmän Théodore Barrière och Ernest Capendu   |      | Kungliga Dramatiska Teatern |
| 1863 | Cerfeuil                                      | En bengalisk tiger Edouard Brisebarre                       |      | Kungliga Dramatiska Teatern |
| 1868 | Hector, hertig de Montmeyran                  | Klädeshandlaren och hans måg Émile Augier och Jules Sandeau |      | Kungliga Dramatiska Teatern |
| 1868 | August Hohendorf, läkare                      | Han är inte svartsjuk Alexander Elz                         |      | Kungliga Dramatiska Teatern |
| 1871 | Brandt, läkare                                | De skenhelige J. Wibe                                       |      | Kungliga Dramatiska Teatern |
| 1875 | Laurentius, professor vid Vetenskapsakademien | Maria och Magdalena Paul Lindau                             |      | Kungliga Dramatiska Teatern |
| 1875 | Dubois                                        | Hedern och penningen François Pousard                       |      | Kungliga Dramatiska Teatern |
| 1876 | Greve Henrik Rehnclou                         | Också en förlovning Johan Grönstedt                         |      | Kungliga Dramatiska Teatern |
| 1876 | Bourbier                                      | Löslockar                                                   |      | Kungliga Dramatiska Teatern |
| 1876 | Paul de Vineuil                               | Gräshoppan hos myrorna Ernest Legouvé och Eugène Labiche    |      | Kungliga Dramatiska Teatern |
| 1876 | Major von Falcken                             | Svart i röd Oscar Wijkander                                 |      | Kungliga Dramatiska Teatern |
| 1890 | Ivan Kusmitsch Schpekin, postmästare          | Revisorn (Ревизо́р, Revizór) Nikolaj Gogol                   |      | Dramatiska Teatern          |